# Carlos Alonso
Carlos Alonso (Tunuyán, Mendoza; 4 de febrero de 1929) es un pintor, dibujante y grabador argentino, representante de un arte de marcado interés social. Su obra es de carácter expresionista.
Su trabajo está influenciado por las vivencias de la dictadura, la pérdida de su hija y la experiencia del exilio, y plantea un lenguaje plástico profundo y, a veces, de difícil comprensión. Pinta especialmente en acrílico, utilizado el secado rápido, lo que le permite añadir mayores gamas cromáticas y transparencias. Esta técnica también le permite aplicar otras técnicas mixtas, como dibujo y collage (sobre todo papel pegado). 

## Biografía
Nació en Tunuyán, donde vivió hasta los siete años. Después se trasladó con su familia a la Ciudad de Mendoza, y a los catorce años ingresó en la Academia Nacional de Bellas Artes de la Universidad Nacional de Cuyo. Allí fue alumno de maestros como Sergio Sergi en dibujo y grabado, Lorenzo Domínguez en escultura o Francisco Bernareggi y Ramón Gómez Cornet en pintura. Compartió sus estudios en dicha academia con otros destacados pintores mendocinos, como Enrique Sobisch y Orlando Pardo. Posteriormente estudió con Lino Enea Spilimbergo, Pompeyo Audivert. Víctor Rebuffo y Lajos Szalay. Recibió su primer premio en el Salón de Estudiantes de 1947, y en 1953 expuso en la Galería Viau de Buenos Aires, lo que le proporcionó los fondos necesarios para, un año después, viajar a Europa, donde expuso en París y Madrid. Durante su visita a Londres de 1961, descubrió el acrílico, técnica que adoptó inmediatamente en su pintura posterior, por su secado rápido, lo que permite estupendos resultados.
En 1951 ganó el primer premio del Salón de Pintura de San Rafael (Mendoza), el del Salón del Norte (Santiago del Estero) y el de dibujo en el Salón del Norte (Tucumán). Ese mismo año plasmó un fresco en Bodega Faraón de General Alvear, que evoca a la vendimia y al Sistema de Vinificación Continua patentado por Víctor Cremaschi. En 1957 fue el ganador del concurso convocado por la editorial Emecé para ilustrar la segunda parte de Don Quijote de la Mancha y Martín Fierro (1959), y dos años después obtuvo el Premio Chantal del Salón de Acuarelistas y Grabadores de Buenos Aires. En 1963 se editaron en la Unión Soviética unas tarjetas postales con imágenes de "El Quijote". Para las ilustraciones eligieron a Gustave Doré, Honoré Daumier, Pablo Picasso y Carlos Alonso. Realizó múltiples exposiciones tanto individuales como colectivas junto a artistas como Antonio Berni, Pedroni, Cerrito, Giovanni Bressanini, Monaco, Luis Videla, Robirosa, Horst, etc.
En los años 90 se le encargaron las pinturas para los paneles centrales en la cúpula del Teatro del Libertador General San Martín en la ciudad argentina de Córdoba.
En 2005, en el que la obra de Cervantes cumplió 400 años, el Museo del Dibujo y la Ilustración realizó una muestra homenaje en el Museo Eduardo Sívori de la Ciudad Autónoma de Buenos Aires, donde fueron expuestos grabados y dibujos originales realizados por Carlos Alonso para ilustrar la obra más significativa del habla hispana. 

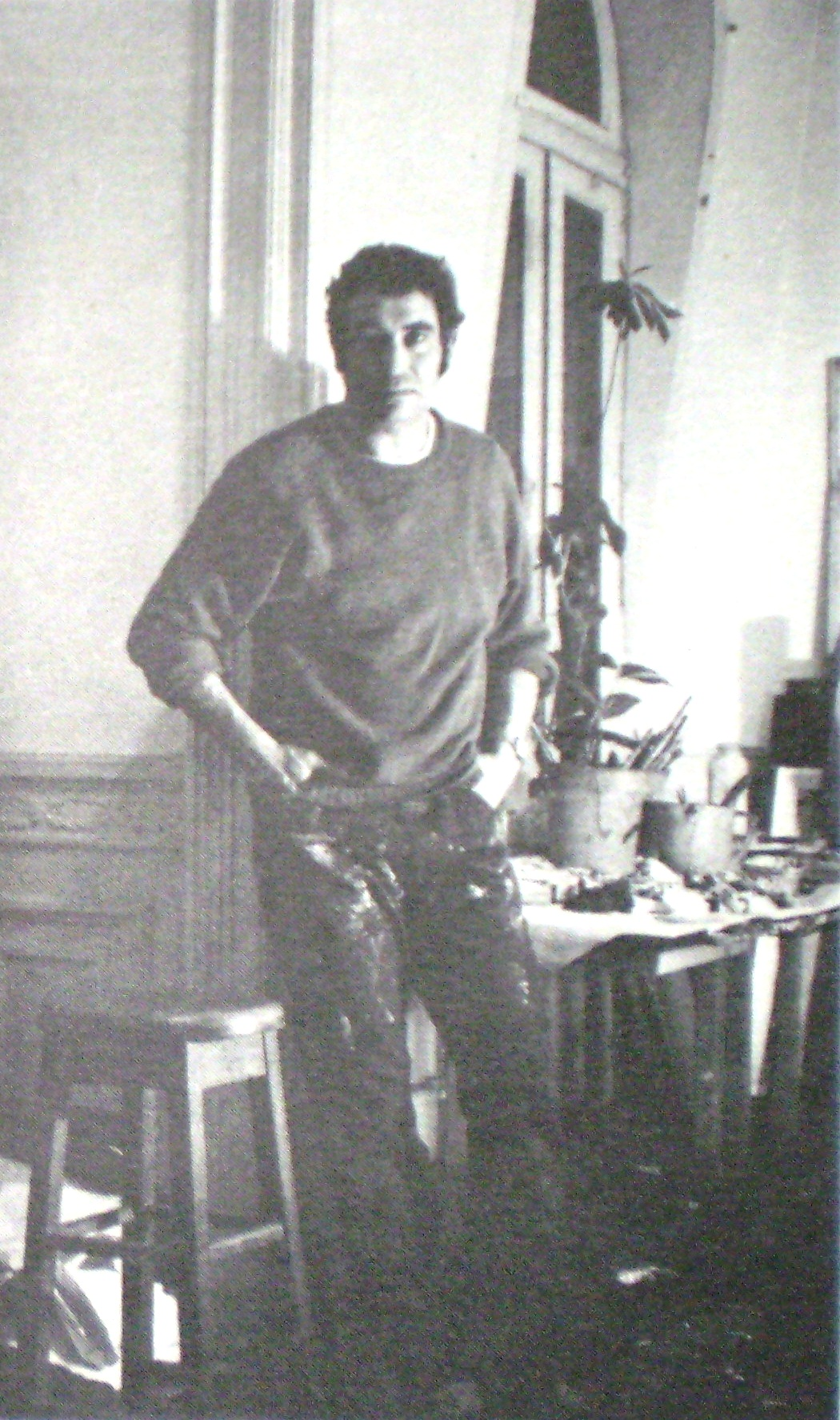
Carlos Alonso.

Ha ilustrado, entre otras obras literarias, Romancero criollo, Antología de Juan, La Divina Comedia, El juguete rabioso, Irene, Lección de anatomía y Mano a mano. Es tío del reconocido Gran Maestro de ajedrez Salvador Alonso.
Sus obras se han expuesto en numerosas muestras, entre otras, en la Art Gallery International (Buenos Aires), donde, en 1967, presentó unos 250 trabajos referidos a Dante y a La Divina Comedia; el Museo Nacional de Bellas Artes (México), y el Museo de Arte de La Habana (Cuba), donde realizó una exposición de tapices y collages. En 1971 expuso en las galerías italianas Giulia de Roma y Eidos de Milán, además de en la Bedford Gallery de Londres.
Tras el golpe de Estado de 1976 y la desaparición de su hija Paloma al año siguiente, Alonso se exilió a Italia, y en 1979 se trasladó a Madrid. 
Dos años después regresó a Argentina, y a partir de ese momento realizó numerosas exposiciones: en la Galería Palatina de Buenos Aires, entre los años 1982 y 1996; en el Museo Nacional de Bellas Artes, de 1990 a 1995, y en otras muchas galerías argentinas, como la Zurbarán o la Bariloche.
Aunque la pintura de Alonso no se comprende con facilidad, su riqueza reside en las continuas paradojas que plantea entre subjetividad y racionalidad, entre caos y orden, entre placer y disciplina. En la obra de Alonso están presentes, además, las heridas producidas por la dictadura militar, apostando por el compromiso político, sin descuidar el erotismo que se percibe en otra parte de su producción artística. 
Alonso ha recibido en dos ocasiones el Premio Konex de Platino (1982 y 1992) como el mejor Dibujante de la década de la Argentina y en 2012 recibió el Premio Konex Mención Especial a la Trayectoria de las Artes Visuales por su trabajo de toda su vida.

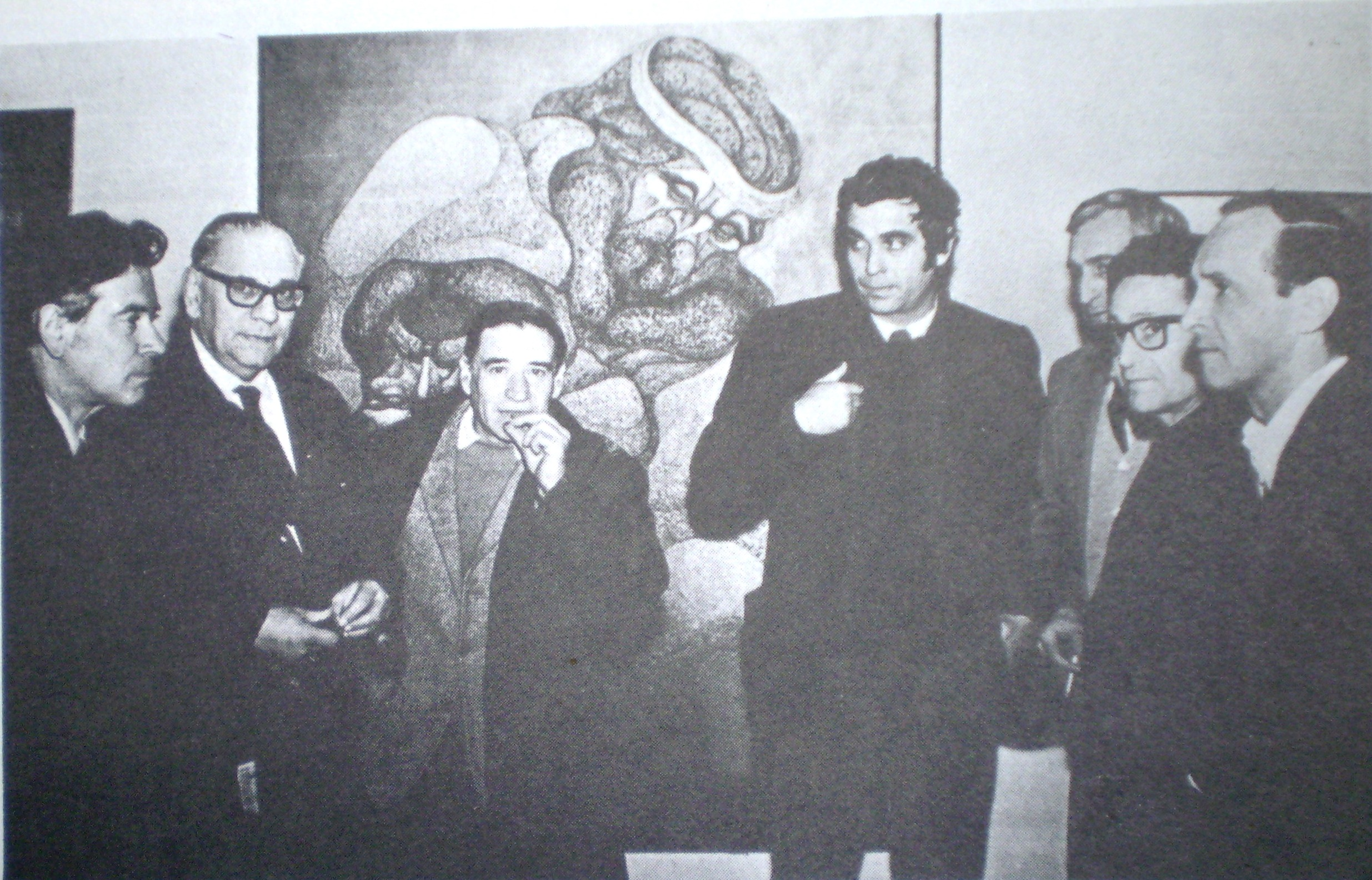
Presas, Seoane, Santiago Cogorno, Carlos Alonso, Pedro Pont Verges, Grela y Carpani.

En Tunuyán, su pueblo natal, el Centro de Congresos y Exposiciones lleva su nombre en homenaje a su reconocida trayectoria.

## Alonso como ilustrador
Una de las principales y destacadas actuaciones de este artista son las realizadas en el ámbito de la ilustración, por la cual ha sido reconocido numerosas veces, y por lo cual su obra es popular en un sector más amplio que los límites del público específico de las artes posee generalmente.
Sus series de ilustraciones más conocidas son las que hizo para obras como Don Quijote de la Mancha, los poemas de Pablo Neruda, El Gaucho Martín Fierro de José Hernández, El Matadero de Esteban Echeverría, y El juguete rabioso de Roberto Arlt. 
En 1969, se instaló en Florencia para crear su serie "Carlos Alonso en el Infierno", inspirada en La Divina Comedia de Dante Alighieri.